# Coromandel Valley
Coromandel Valley är en del av en befolkad plats i Australien. Den ligger i kommunen Onkaparinga och delstaten South Australia, omkring 14 kilometer söder om delstatshuvudstaden Adelaide. Antalet invånare är 3 779.
Runt Coromandel Valley är det ganska tätbefolkat, med 222 invånare per kvadratkilometer.. Närmaste större samhälle är Adelaide, omkring 14 kilometer norr om Coromandel Valley. 
I omgivningarna runt Coromandel Valley växer huvudsakligen savannskog. Genomsnittlig årsnederbörd är 729 millimeter. Den regnigaste månaden är juni, med i genomsnitt 133 mm nederbörd, och den torraste är december, med 21 mm nederbörd.